# Krzysztof Mendrok
Krzysztof Mendrok (25 lipca 1974) – polski profesor nauk inżynieryjno-technicznych Akademii Górniczo-Hutniczej w Krakowie, Prorektor ds. Kształcenia AGH od 2024 roku.

## Życiorys
Studia na Wydziale Inżynierii Mechanicznej i Robotyki Akademii Górniczo-Hutniczej ukończył w 1999 roku. W 1999 roku rozpoczął pracę w Katedrze Robotyki i Dynamiki Maszyn Wydziału Inżynierii Mechanicznej i Robotyki AGH. Stopień doktora nauk technicznych uzyskał w 2003 roku na podstawie rozprawy pt. Zastosowanie algorytmów analizy rozchodzenia się energii w konstrukcjach do identyfikacji obciążeń w układach mechanicznych, napisanej pod kierunkiem prof. Tadeusza Uhla. Habilitację uzyskał w 2012 roku na podstawie pracy Inverse problem in structural health monitoring. W 2024 roku został mu nadany tytuł profesora nauk inżynieryjno-technicznych. W latach 2020–2024 dziekan Wydziału Inżynierii Mechanicznej i Robotyki AGH.